# Insula Hestur
Insula Hestur (în traducere din feroeză Cal) este situată în partea centrală a arhipelagului feroez, la sud de insula Koltur și vest de insula Streymoy. În vestul insulei se află o mare colonie de păsări, nordul este mlăștinos și cuprinde 4 lacuri (dintre care cel mai mare este Fagradalsvatn), iar în extremitatea sudică (capul Haelur), este lcoalizat un far maritim.
Singura așezare de pe insulă este satul Hestur, care a fost inclus de la 1 ianuarie 2005 în comuna Thorshavn. În 1919, un accident la pescuit a decimat 2/3 din populația masculină a localității, iar în 1974, pentru a preveni depopularea, autoritățile au construit o piscină.

## Geografie
Hestur are 4 înălțimi principale:
- Múlin (alt. max 421 m)
- Eggjarrók (alt. max 421 m)
- Nakkur (alt. max 296 m)
- Álvastakkur (alt. max 125 m)

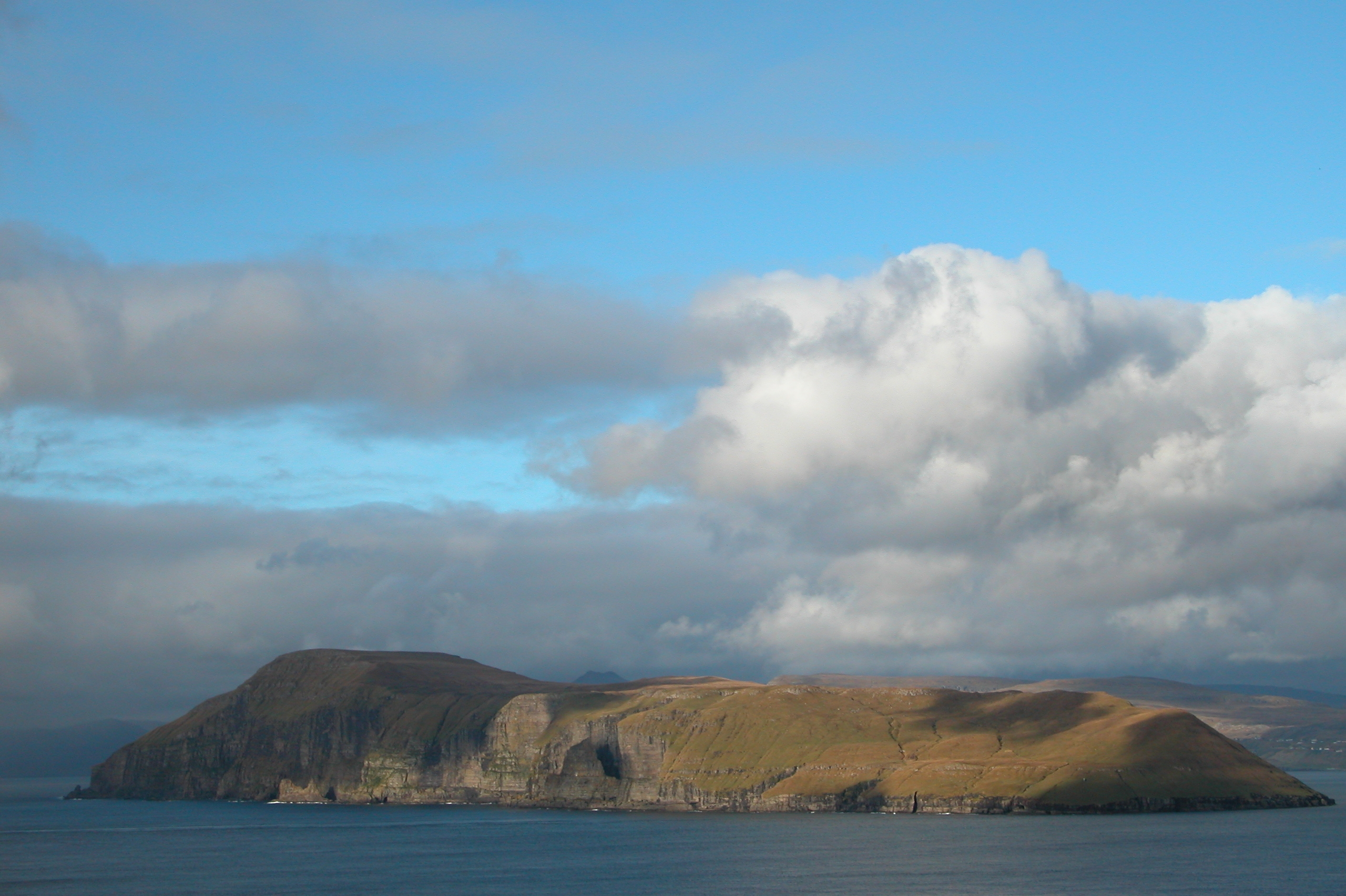
Coasta de Vest a insulei
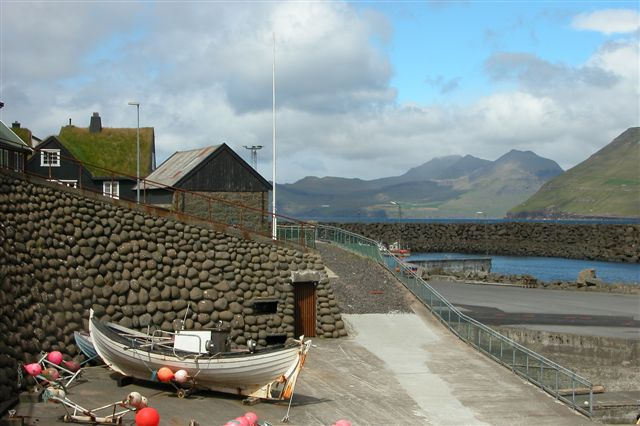
Satul Hestur
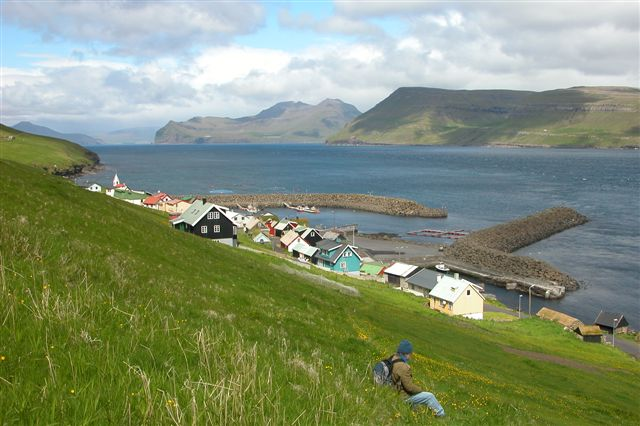
Hestur